# Aarno Kahma
Aarno Assar Kahma, född 6 maj 1914 i Kuopio, död 15 mars 2004 i Esbo, var en finländsk geolog.
Kahma, som var son till filosofie magister Uuno Albert Kahma och Maria Elisabeth Häll, blev student 1934, filosofie kandidat och filosofie magister 1943 samt filosofie doktor 1951 på avhandlingen On Contact Phenomena of the Satakunta Diabase. Han var geolog vid Geologiska forskningsanstalten 1943–1946, chef för dess malmavdelning och statsgeolog från 1946 samt tilldelades professors titel 1962. Han valdes till ordförande i Geologiska sällskapet i Finland 1959.